# ウィルソン・イップ
ウィルソン・イップ（葉 偉信、英: Wilson Yip、1964年10月23日 - ）は、香港の映画監督・映画プロデューサー・脚本家。

## 来歴
映画『悪漢探偵』や『男たちの挽歌』などで知られるシネマ・シティ（新藝城電影公司）の裏方として1985年にキャリアをスタート。最初の仕事はメッセンジャー・ボーイであった。助監督を経験したのちの1995年、『夜半一點鐘（原題）』で監督デビュー。1999年『オーバー・サマー 爆裂刑事』で第6回香港電影評論学会大奨の推薦電影に選ばれ、最優秀脚本賞を受賞。2000年には『ジュリエット・イン・ラブ』がヒット。翌年、香港のアカデミー賞にあたる香港電影金像奨において最佳導演（最優秀監督賞）にノミネートされた。
ホラーやコメディ、ラブストーリーなどジャンルにとらわれない作風でスマッシュヒットを飛ばしたが、その名を一躍有名にしたのはドニー・イェンと組んだ一連のアクション映画『SPL/狼よ静かに死ね』『導火線 FLASH POINT』や「イップ・マン」シリーズである。2008年公開『イップ・マン 序章』では第28回香港電影金像奨の最佳導演にノミネート。受賞は逃したが、作品は最佳電影（最優秀作品賞）を獲得した。その後のパート2である『イップ・マン 葉問』は前作を超えるヒットを記録し、第30回香港電影金像奨の最佳導演に再びノミネートされている。
そのイップ・マンシリーズの3作目『イップ・マン 継承』は2015年12月24日より香港を皮切りにアジア、アメリカ、イギリス、オーストラリアなど25カ国以上で公開され、とりわけアジアでは前2作の成績を大幅に更新するメガヒットとなった。
この『イップ・マン 継承』に関してのインタビューで、ウィルソン・イップについてドニー・イェンはこう語った。「僕は、ウィルソンが業界で過小評価されてしまっている1人だと思っている。僕が彼と働き理解できたことは幸運でした。彼は非常に寡黙で喋り方もとてもソフト。俳優達が経験してきたほど多くは語らないので、初めての人はとまどうかもしれない。彼は心構えができた俳優を望んでいます。俳優がどうすればいいかを尋ねれば「そうじゃなくて、あなたが直したいと思う事は何？」と言うだろう。映画全体、そして役を分った上で、俳優が自ら見つけることを好み、そう出来るようにするのです。僕は彼と働くのが好きで、その作品が好きだ。ウィルソンは特別な監督です」。
ウィルソン・イップ自身は、自らのターニングポイントに2005年の『SPL/狼よ静かに死ね』を挙げ「観客の目を醒ますワイルドな作品だったし、香港の映画市場がどん底だった時期に“香港製アクション映画は凄いんだ”と思い出してもらえた」と話した。
すでに脚本の段階でアクション設計のイメージを常に持ち、クランクイン前には周到にアクションシーンのイメージを作りあげてシナリオに構図やスタッフへの要求を書きこんでいるという。たとえば『イップ・マン 継承』のムエタイファイターとの階段の戦いにおいても、イメージ通りに真俯瞰で撮るための特別なセットを建てた。
そのうえで、自らのアクション映画に最も重要な事は「アクションではなくなぜ戦うのかという理由」だとし、感情表現こそが最優先されるべきだと語っている。

## 監督作品
- 『夜半1點鐘（原題）』（1995年）
- 『迷姦犯（原題）』（1995年）
- 『旺角風雲（原題）』（1996年）
- 『誤人子弟（原題）』（1997年）
- 『迴轉壽屍（原題）』（1997年）
- 『香港ゾンビ（原題：生化壽屍）』（1998年）
- 『オーバー・サマー 爆裂刑事（原題：爆裂刑警）』（1999年）
- 『スパイチーム（原題：神偸次世代）』（2000年）
- 『ジュリエット・イン・ラブ（原題：朱麗葉與梁山伯）』（2000年）
- 『2002（原題）』（2001年）
- 『4X100 水著份（原題）』(2001年)
- 『恋の漢方処方箋（原題：乾柴烈火）』（2002年）
- 『19歳のミイラ（原題：五個嚇鬼的少年）』（2002年）
- 『トランサー/霊幻警察（原題：異霊霊異）』（2002年)
- 『ラヴァーズ&ドラゴン（原題：小白龍情海翻波）』（2004年）
- 『大城小事（原題）』（2004年）
- 『SPL/狼よ静かに死ね（原題：殺破狼）』（2005年）
- 『かちこみ!ドラゴン・タイガー・ゲート（原題：龍虎門）』（2006年）
- 『導火線 FLASH POINT（原題：導火綫）』（2007年）
- 『イップ・マン 序章（原題：葉問）』（2008年）
- 『イップ・マン 葉問（原題：葉問2）』（2010年）
- 『倩女幽魂（原題）』（2011年）
- 『開心魔法（原題）』（2011年）
- 『衝上雲霄（原題）』（2015年）
- 『イップ・マン 継承（原題：葉問3）』（2015年）
- 『SPL 狼たちの処刑台（原題：殺破狼．貪狼）』（2017年）
- 『イップ・マン 完結（原題：葉問4 完結篇）』（2019年）

## プロデュース作品
- 『花田囍事2010 (原題)』（2011年）
- 『ドラゴン×マッハ!』（2015年）
- 『封神伝奇 バトル・オブ・ゴッド』（2016年）
- 『驚心破（原題）』（2016年）

## 主な受賞歴
- 1999年 第6回香港電影評論学会大奨 - 最佳編劇獎(『オーバー・サマー 爆裂刑事』)
- 2009年 第16回北京大學生電影節 - 最受歡迎導演獎（『イップ・マン 序章』）
- 2009年 第2回電影鐵象大賞 - 最佳電影奨（『イップ・マン 序章』）
- 2009年 第28回香港電影金像奨 - 最佳電影奨（『イップ・マン 序章』）
- 2010年 第17回北京大學生電影節  -最受歡迎導演獎（『イップ・マン 葉問』）
- 2016年 第19回上海国際映画祭「成龍動作電影周之夜（ジャッキー・チェン・アクション映画ウィーク）」 - 最佳導演（『イップ・マン 継承』）